# Demian (antiquariaat en uitgeverij)
Demian is een antiquariaat en uitgeverij in Antwerpen. De boekhandel werd in 1992 opgericht door René Franken. Demian is vanaf 1998 ook een uitgeverij van zowel reguliere als bibliofiele publicaties. De winkel begon in de Wolstraat en bevindt zich sinds 2010 aan het Hendrik Conscienceplein 16/18. Het gebouw deelt een raam met de monumentale Sint-Carolus Borromeuskerk. Demian functioneert als een ontmoetingsplaats voor schrijvers en kunstenaars.

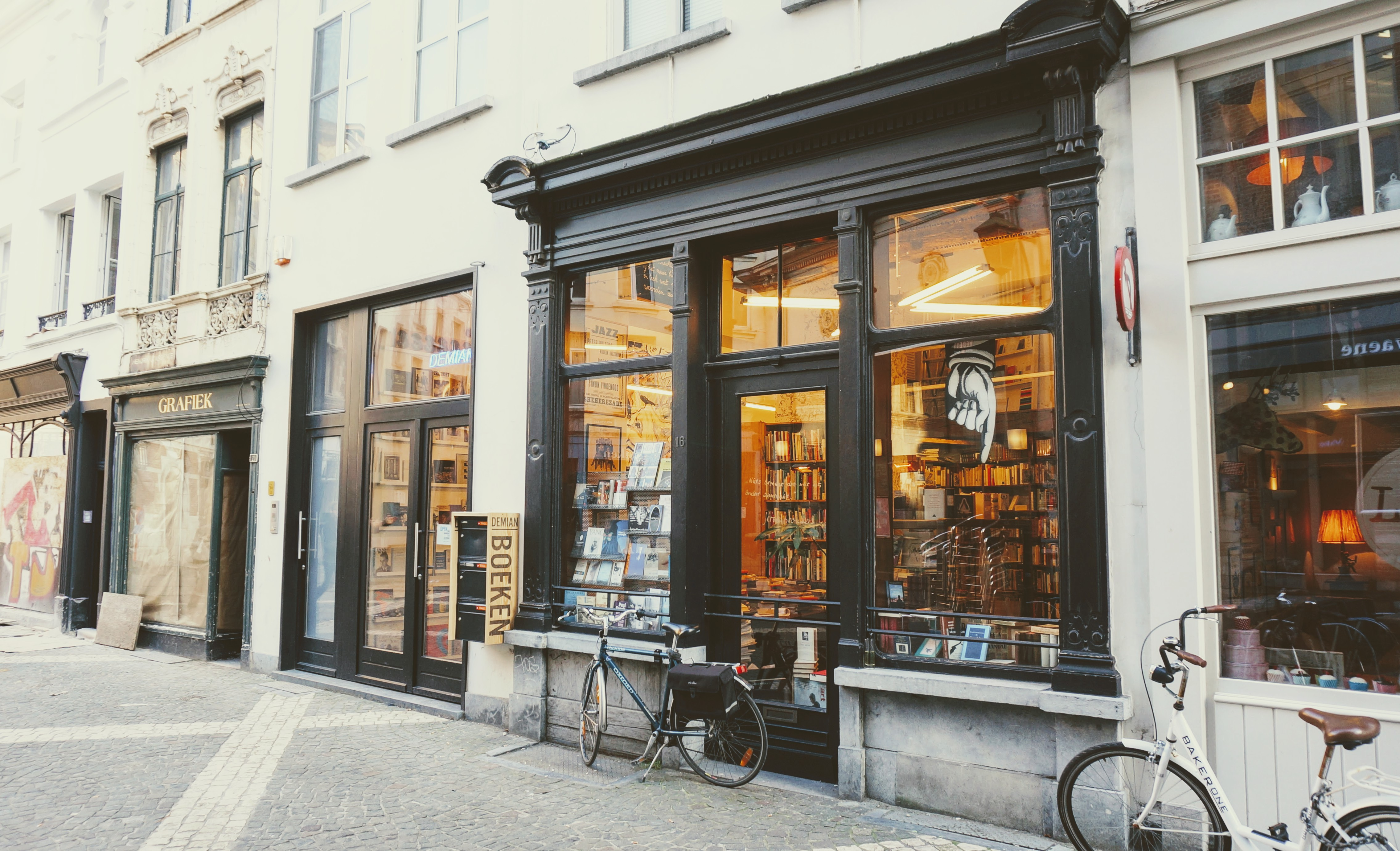
De gevel van Demian te Antwerpen in het voorjaar van 2016.

## Antiquariaat en tweedehands boeken
Demian is gespecialiseerd in moderne kunst, literatuur en poëzie. Een bijzondere nadruk ligt op de jaren 50 - 60 van de 20e eeuw, waaronder visuele poëzie en uitingen van de stromingen Fluxus en Beat. Het antiquariaat geeft regelmatig opvallende catalogi uit, vormgegeven door Jelle Jespers. 
In 2021 bemiddelde Demian in de verkoop van het originele handschrift van Paul Van Ostaijen’s ‘Bezette Stad’ aan de Vlaamse Gemeenschap.

## Projecten en uitgeverij

### Tentoonstellingen

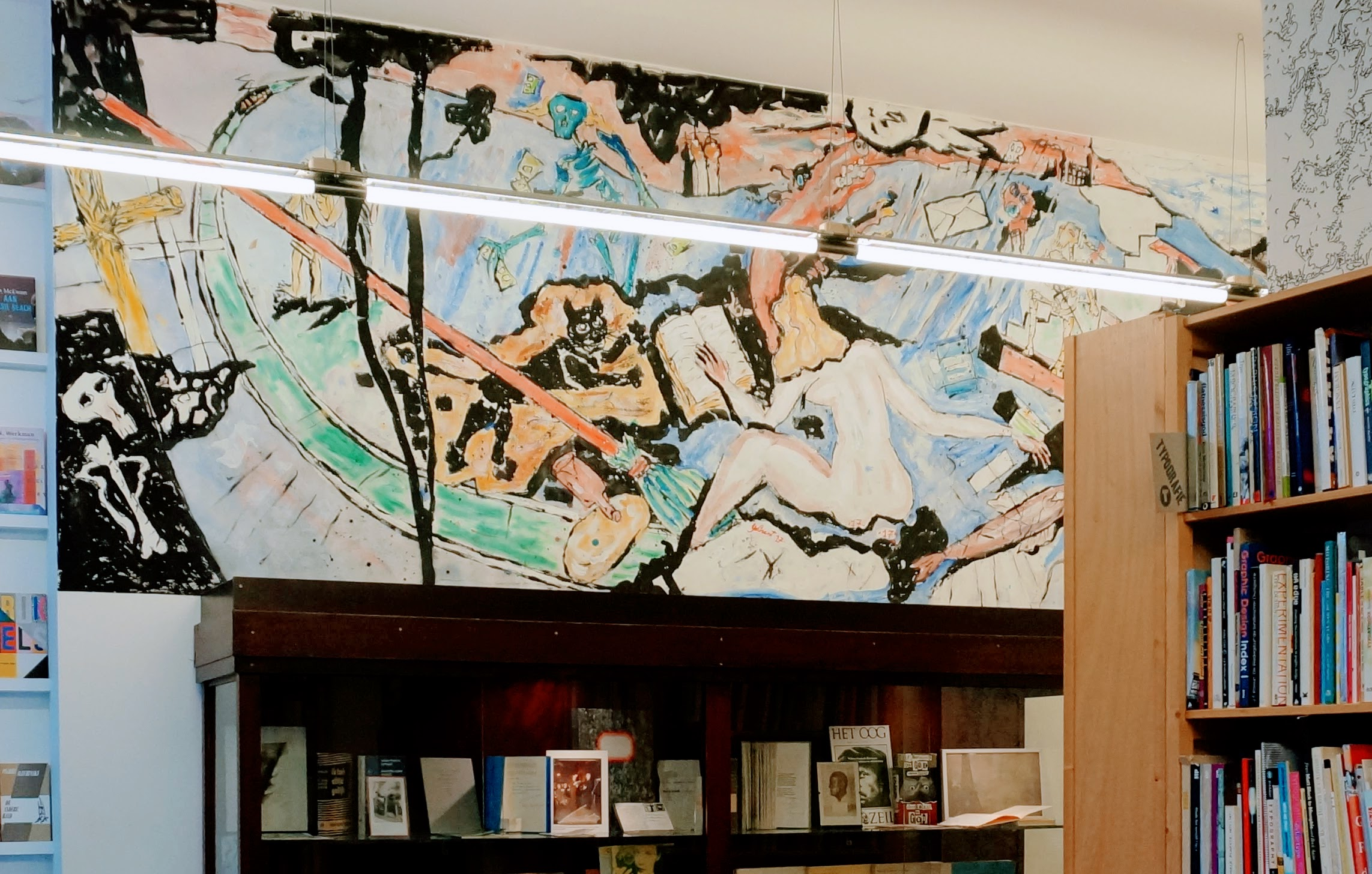
Wandschildering 'De Meester en Margarita' door de schilder Ysbrant bij Demian.

In Demian worden literaire tentoonstellingen georganiseerd. Zo waren er tentoonstellingsprojecten rondom de avant-garde beweging Gard Sivik, de Beat Generation en het tijdschrift Barbarber. Jeroen Brouwers stelde er zijn manuscripten tentoon, Herman Selleslags schrijversfoto's, Adriaan de Roover visuele poëzie, Marcel Wauters collages. Verder was er werk te zien van onder andere Ysbrant, Camiel van Breedam, Willem Frederik Hermans, Gust Gils, Freddy de Vree en Remco Campert. In oktober 2008 werd onder de titel Fun in progress allerhande parafernalia van Simon Vinkenoog tentoongesteld. Vinkenoog zelf was een week te gast in de boekhandel. 

### Boest
Boest was een uitgave in boekvorm en een vinylplaat, en een poëzievoorstelling met Antoine Boute, Andy Fierens, Jess De Gruyter, Els Moors, Mauro Pawlowski, Xavier Roelens, Michaël Vandebril, Christophe Vekeman en Stijn Vranken. De A-kant van de Boest plaat bestaat uit voordrachten van de dichters. Kant B is een remix door Mauro Pawlowski van fragmenten uit kant A. 
Boest trad in 2009 op in de Arenberg Schouwburg en TRIX in Antwerpen, 30CC, Leuven, CC Mechelen, CC Hasselt, Crossing Border in Den Haag, de Stadsschouwburg Sint Niklaas en de Handelsbeurs in Gent.
Boest werd muzikaal ondersteund door DJ Carlo Andriani. Jess De Gruyter produceerde een reeks aanvullende video's.
Er komen geen nieuwe optredens, extra drukken of reünies. Alle resterende exemplaren van de bloemlezing zouden tijdens de laatste voorstelling worden versnipperd. Doordat al deze exemplaren werden opgekocht door een derde partij, kon de rituele versnippering geen doorgang vinden.

### Fondslijst
- Gedichten 1953 - 1998. Adriaan de Roover, 1998
- Al dat papier. Jeroen Brouwers, 1999
- Ziggurat. Freddy de Vree, 2000
- Brouwers in Brussel. Gwennie Debergh, 2000
- W.F. Hermans gefotografeerd. Jan van Impe, 2000
- De zon. Louis Paul Boon en Frans Masereel, 2001
- Boeken. tekeningen van ZAK met een voorwoordje van Remco Campert, 2002
- De genese van de lyriek. Adriaan de Roover, dertien gedichten met een nawoord van Geert Buelens, 2002
- Zeehond. Negen teksten van John Weerdts met zeven tekeningen van Ysbrant, 2003
- Livresse. Camiel van Breedam, 2003
- Wanner van u nog eens een minne-briefje? Brieven van Louis Paul Boon aan Richard Minne, 2004
- Hugo Claus. De foto's van Herman Selleslags, 2004
- Warme herfst. Jeroen Brouwers met een ets van Tom Liekens, 2005
- Een kleine uitgeverij van stand. Kevin Absillis, Fondslijst Uitgeverij A. Manteau, 2005
- Blue Notebook. Jazzgedichten. Willem M. Roggeman met een voorwoord van Simon Vinkenoog, 2006
- Een totale Entführung. Ramsey Nasr, 2006
- Zo content in Gierle. Wat lezers in boeken achterlaten. Pjeroo Roobjee, 2007
- De stilte bestaat uit zoveel antwoorden. Briefwisseling tussen Jeroen Brouwers en Gerrit Komrij, De Luchtbuks (Demian/Het Gonst), 2007
- Antiquaire du Surréalisme. Freddy de Vree, 2007
- Strelingen en Minnetucht. Pjeroo Robjee, 2007
- Ik heb hier meneer Elsschot in de winkel. Roger Binnemans. Demian/Het Gonst, 2007
- Er is geen begin in geen einde. Marcel Wauters met een nawoord van Jos Joosten, 2008
- Brieven aan Herwig Leus. Adriaan de Roover met een inleiding door Matthijs de Ridder, 2008
- Openingen. Zes gedichten van Remco Campert met drie litho's van Ysbrant, Demian/Het Gonst, 2009
- Boest. Nieuwe gedichten van Antoine Boute, Andy Fierens, Jess De Gruyter, Els Moors, Mauro Pawlowski, Xavier Roelens, Michaël Vandebril, Christophe Vekeman en Stijn Vranken, 2009
- In de namiddag een standbeeld opwinden. Remco Campert, 2010
- Enkelvoudig Blauw. Adriaan de Roover, 2011
- Meisjes van plezier. Zes gedichten van Remco Campert met litho's van Ysbrant, 2011
- BDE. Jeroen Brouwers, 2011
- Verstrooid papier. Wat lezers in boeken achterlaten. Met bijdragen van 91 schrijvers en kunstenaars die bij Demian over de vloer komen, 2012
- Correspondentie. Een gewone uitgave van De stilte bestaat uit zoveel antwoorden, Jeroen Brouwers en Gerrit Komrij, 2014
- Laudatio voor Jeroen Brouwers. Dimitri Verhulst. Uitgesproken tijdens de presentatie van Brouwers' roman Het hout in antiquariaat Demian, 2014.
- Ten Lessons with Timothy. Remco Campert, 2016. Een heruitgave van Camperts debuut uit 1950. Met een voorwoord van Nick ter Wal.
- Licht. Remco Campert / Fredrique van Rijn, 2016. Gedichten en fotografie, verschenen ter gelegenheid van Van Rijn's tentoonstelling bij De Zwarte Panter, Antwerpen.
- Langs de Kaai. Remco Campert / Ysbrant, 2016. Gedichten en litho's, verschenen ter gelegenheid van Ysbrant's tentoonstelling bij galerie De Zwarte Panter, Antwerpen. In samenwerking met De Vrienden van De Zwarte Panter
- Hypocrief. Koen Broucke, 2016. Deze editie bevat een fragmentarische herdruk van het door Koen Broucke bewerkte exemplaar van Si vous saviez le don de Dieu van Jacques Loew (Paris 1958), zeventien meditatiebeelden en het relaas van een nooit voltooide onderneming.
- Ik volg de rivier, ik ben de rivier. Maarten Inghels, 2017. Een uitgave in samenwerking met Antwerpen Boekenstad.
- De Wroetelkamer van de Kleine Laborant. Pjeroo Roobjee, 2017. Een bibliofiele uitgave in samenwerking met De Vrienden van De Zwarte Panter.
- Laatste Plicht. Jeroen Brouwers, 2018. In samenwerking met uitgeverij Atlas Contact.
- Op de planken. Andy Fierens, 2018.
- Als bloemen. Roger De Neef / Frieda Van Dun, 2018. In samenwerking met galerie De Zwarte Panter, Antwerpen.
- Eeuwfeest. Max Temmerman / Tom Liekens, 2018.
- BBB Extra Zending. K. Schippers / Barbarber, 2019.
- Trailers. Barbarber nummer 91. K. Schippers, 2019. DVD.
- Gij, Wildeman. Jeroen Olyslaegers / Alexandra Crouwers, 2019.
- Uit de velden welt de zondvloed. Joost Decorte, 2020.
- Psychedelic Slides. George De Roo, 2022.